# Valle de Bravo
Valle de Bravo ist eine Stadt mit knapp 25.000 Einwohnern im etwa 60.000 Einwohner zählenden Municipio Valle de Bravo im Westen des mexikanischen Bundesstaats México. Ihren Beinamen erhielt die Stadt im 19. Jahrhundert zu Ehren des mexikanischen Politikers und mehrmaligem Interimspräsidenten Nicolás Bravo (1786–1854). Die Stadt wurde im Jahr 2005 als Pueblo Mágico eingestuft.

## Lage und Klima
Die Stadt Valle de Bravo liegt am künstlich gestauten und von mehreren Bächen gespeisten Avándaro-See etwa 150 km (Fahrtstrecke) westlich von Mexiko-Stadt bzw. ca. 75 km südwestlich von Toluca in einer Höhe von ca. 1850 m. Das Klima ist meist warm und trocken; Regen (ca. 1850 mm/Jahr) fällt ganz überwiegend im Sommerhalbjahr.

## Bevölkerung
| Jahr      | 2000   | 2020   |
| Einwohner | 25.409 | 24.167 |

Die meisten Einwohner der Kleinstadt sind indianischer Abstammung; auch der Anteil von Mestizen ist relativ hoch. Nur noch ein kleiner Teil der Einwohner der Gemeinde spricht den regionalen Nahuatl-Dialekt; Umgangssprache ist meist Spanisch.

## Wirtschaft
In den verstreut liegenden Dörfern des Municipios wurde bis weit ins Jahrhundert hinein hauptsächlich zum Zweck der Selbstversorgung produziert: Auf den Feldern werden Mais, Bohnen, Gemüse und Obst angebaut; auch Viehzucht wurde in geringem Umfang betrieben.

## Geschichte
Der ursprünglich Temazcaltepec (Nahuatl) oder auch Pameje (Mazahua) genannte Ort war bereits in vorspanischer Zeit von Stammesgruppen der Matlazincas besiedelt und wurde um 1450 von den Azteken erobert. Die Spanier besetzten den Ort um das Jahr 1525; wenige Jahre später begann der Franziskanerorden mit der Missionierung der Indios. Zu Beginn des 17. Jahrhunderts entstand ein Konvent in San Franciscano del Valle de Temascaltepec. Im Jahr 1878 erhielt der Ort die Stadtrechte (ciudad). Der ca. 21 km² große und bis zu 40 m tiefe See entstand in den Jahren 1938 bis 1947 durch den Bau einer Kraftwerksstaumauer.

## Sehenswürdigkeiten
- Das Museo Arqueológico präsentiert Fundobjekte aus Teotihuacán, Tlalpizáhuac, Malinalco und Calixtlahuaca.
- Die Fassade der Iglesia de San Francisco stammt noch aus dem 16. Jahrhundert. Das dreischiffige Innere der Kirche ist deutlich jünger.
- Unmittelbar daneben erstreckt sich die Plaza Principal, auf der sich ein Markt für Kunsthandwerk (Mercado de Artesanía) etabliert hat.
- Die Hauptattraktion der doppeltürmigen Pilgerkirche Santuario de Santa Maria Ahuacatlán ist die Holzfigur eines „Schwarzen Christus“. Die Kirche selbst wurde in der zweiten Hälfte des 19. Jahrhunderts an der Stelle einer Kapelle erbaut.
- Mehrere Betreiber von Ausflugsbooten (lanchas) bieten Touren auf dem See an.